# يانغ كون
يانغ كون (بالصينية: 杨坤) هو مغني وكاتب أغاني صيني، ولد في 18 ديسمبر 1972 في باوتو في الصين.

## وصلات خارجية
- يانغ كون على موقع IMDb (الإنجليزية)
- يانغ كون على موقع ميوزك برينز (الإنجليزية)
- يانغ كون على موقع ديسكوغز (الإنجليزية)
- يانغ كون على موقع قاعدة بيانات الفيلم (الإنجليزية)